# Селькяярви
Селькяярви (Селькя-ярви) — пресноводное озеро на территории Кестеньгского сельского поселения Лоухского района Республики Карелии.
Находится на территории национального парка «Паанаярви».

## Общие сведения
Площадь озера — 3,2 км², площадь водосборного бассейна — 19,5 км². Располагается на высоте 282,8 метров над уровнем моря.
Форма озера лопастная, продолговатая: оно более чем на шесть километров вытянуто с юго-запада на северо-восток. Берега изрезанные, каменисто-песчаные, преимущественно возвышенные.
С южной стороны в Селькяярви впадает протока, вытекающая из озера Куйваярви.
Сток из Селькяярви осуществляется в двух направлениях:
- в озеро Сохнома, через которое протекает река Селькяйоки;
- в озеро Кайтаярви, сток из которого также происходит в реку Селькяйоки.

Селькяйоки впадает в озеро Паанаярви, через которое протекает река Оланга, в свою очередь, впадающая в Пяозеро.
В озере более двух десятков безымянных островов различной площади, однако их количество может варьироваться в зависимости от уровня воды.
Населённые пункты и автодороги вблизи водоёма отсутствуют.
Код объекта в государственном водном реестре — 02020000411102000000834.